# 돈가스 (한국 요리)

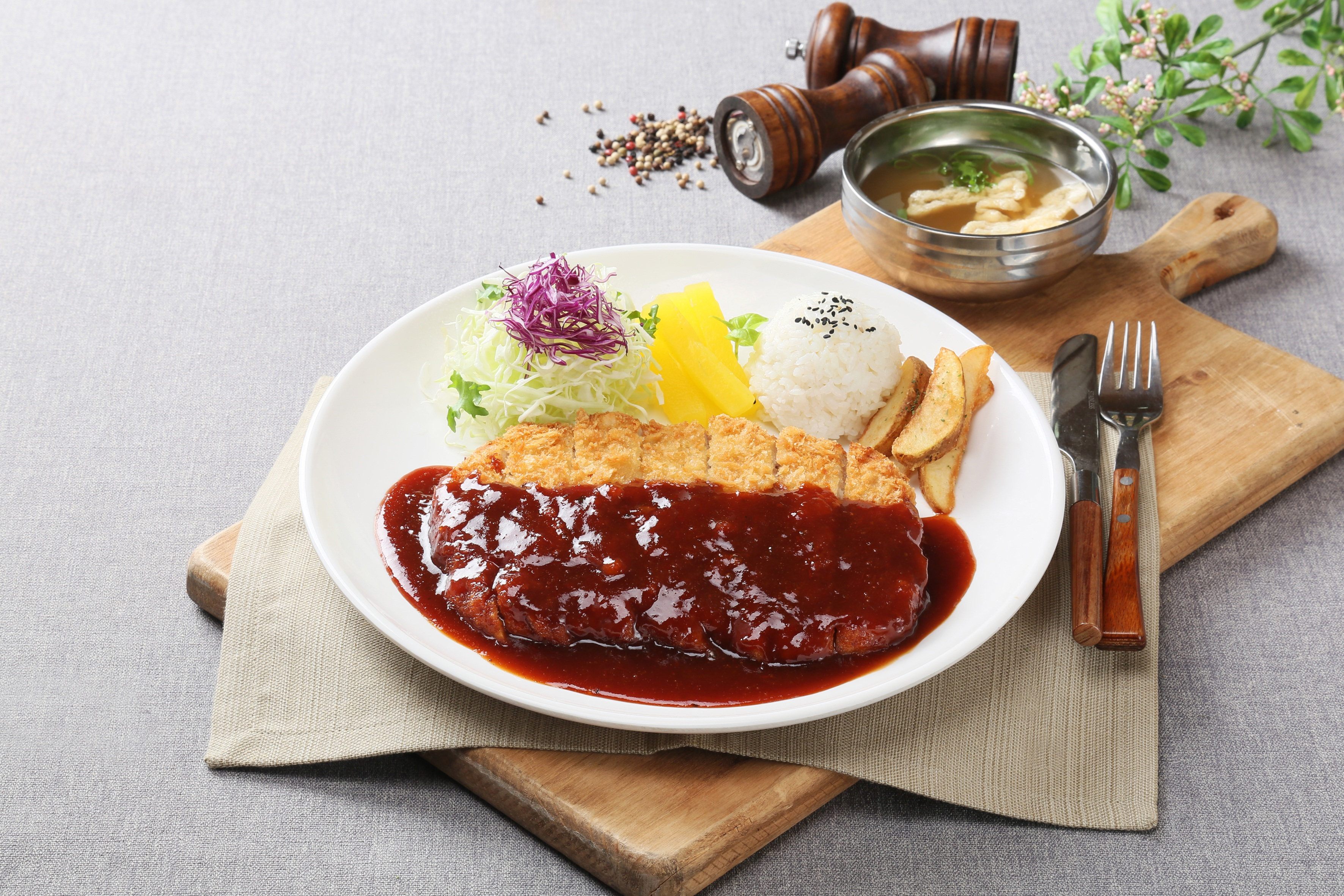
유부가 올려진 우동국물과 돈가스

돈가스는 한국식 돈가스 및 포크 커틀릿이다. 이름은 일본어 돈카츠에서 유래했다.

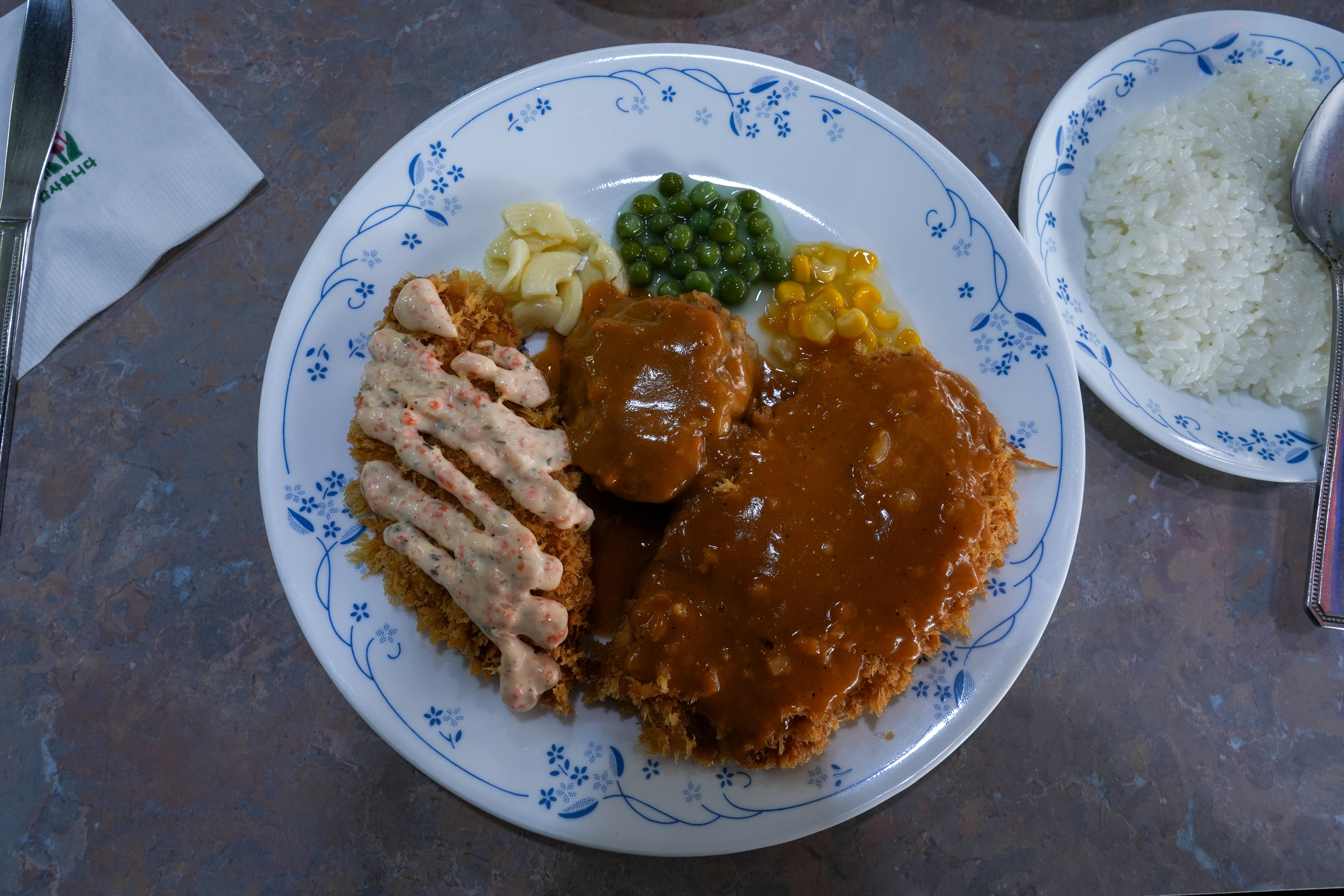
돈가스, 함박스테이크, 생선까스와 마카로니, 완두콩, 콘샐러드

## 역사
돈가스가 들어온 것은 일제강점기인 1930년~1940년대지만, 돈가스가 본격적으로 알려지기 시작한 것은 경양식집이 널리 생기기 시작한 1960년대부터다. 1930~40년대에 돼지고기로 된 튀김이 대중적인 음식으로 자리 잡지는 못했을 것으로 보인다.
일본을 거쳐 들어왔지만 경양식집의 돈가스는 포크 커틀릿의 조리법을 따라 얇게 튀겨졌다. 기름을 많이 써야 하고 조리 시간도 긴 일본식 돈가스보다 포크 커틀릿이 더 만들기 용이했다는 점도 영향을 미쳤다. 게다가 고기를 두드려 넓게 펴면 큰 접시를 가득 채워 푸짐해 보이는 효과가 있었다. 여기에 밥을 곁들이고 김치도 제공하면서 한국식 돈가스가 만들어졌다.
현재는 경양식집이 많이 사라졌고, 원조 한국식 돈가스의 명맥은 기사식당이 잇고 있다. 바쁜 기사들을 위해 빨리 조리할 수 있도록 돈가스는 더욱 얇아졌고 밥과 국, 그리고 고추를 곁들이는 모양을 갖춰갔다. 다만 소수의 경양식집들이 남아 아직 '왕돈가스'라는 이름으로 판매하고 있다. 일반적인 분식집에서도 돈가스를 파는 경우가 많으며, 21세기 들어서는 앞에서 설명한 일본식 돈가스도 대한민국에 들어와 널리 유행하고 있다.
한국식 돈가스는 일본식 돈가스와 몇 가지 차이가 있다. 대한민국에서는 돈가스를 미리 자르지 않고 나이프·포크와 함께 내놓는 경우가 많으며, 소스도 따로 두지 않고 돈가스 위에 뿌려 놓는다. 소스도 우스터 소스와는 차이가 있다. 고기가 일본식 돈가스와 비교할 때 두껍지 않고 얇고 넓다. 또한 한국식 돈가스는 국보다는 수프와 함께 먹는 것이 일반적이다.

## 같이 보기
- 돈가스
- 포크 커틀릿